# 一世風靡
「一世風靡」（いっせいふうび）は、2024年11月27日にリリースされた花譜×星街すいせいの楽曲である。花譜が様々なアーティストとコラボレーションする企画「組曲2」の第4弾である。
同日にYouTube上でミュージックビデオが公開された。

## 概要
本作は、2024年11月3日に『花譜 4th ONE-MAN LIVE「怪歌(再)」』にて発表された。
作詞・作曲は元相対性理論の真部脩一が行い、編曲はORESAMAのHIDEYA KOJIMAが担当した。ミュージックビデオ制作はEallin Japan所属の川サキがディレクターを務める。ミュージックビデオでは、花譜と星街すいせいが、東京の渋谷から目黒にかけてを舞台に、ダンスを踊る。
真部ならではのリズミカルな旋律とポップスセンス溢れるキャッチーなメロディが特徴となっている。バーチャルアーティストとして業界の最前線で活動している2人が歌う楽曲であり、歌詞は「バーチャルシンガー」そのものがテーマとなっている。なお、花譜はバーチャルYouTuber（Vシンガー）史上初となる日本武道館での公演の開催を達成し、星街すいせいはバーチャルYouTuber（Vシンガー）史上初となる「YouTubeチャンネル『THE FIRST TAKE』への出演」を果たしている。
KAMITSUBAKI STUDIOの花譜とホロライブの星街すいせいは、ともに2018年から活動しながらもそれまで共演することがなかった。2022年4月30日に行われた『ニコニコ超会議2022』内のイベント「VTuber Fes Japan 2022」で初めてデュエットを行った。2023年1月9日には、NHK-FMの音楽ラジオ番組『ぶいあーる！～VTuberの音楽Radio～』で再び共演し、初めて対談を行った。同年3月22日に星街すいせいの5周年記念ライブ「Shining Memory」にてゲスト出演し、「トウキョウ・シャンディ・ランデヴ feat. 花譜, ツミキ」をデュエットで歌唱した。2024年11月3日には、上記『花譜 4th ONE-MAN LIVE「怪歌(再)」』で共演し、同年12月10日に開催された星街すいせいのソロライブツアー「Spectra of Nova」大阪公演で花譜がゲスト出演することで、再び共演した。「Spectra of Nova」では、コラボ楽曲第2弾「DEADPOOL」が発表された。

## ライブでの演奏ほか
2024年11月3日に千葉県の幕張メッセ イベントホールで開催された『花譜 4th ONE-MAN LIVE「怪歌(再)」』で初めて演奏された。ここでは、星街すいせいがゲスト出演し、花譜とともにダンスを披露した。同年12月10日に開催された星街すいせいのソロライブツアー「Spectra of Nova」大阪公演でも演奏された。
interfmのラジオ番組「ぱんぱかカフぃR」では、2024年11月12日に初オンエアされた。

## 評価
ライターの都築陵佑は、「バーチャルシンガー」にとって、そのバーチャル性は最大の武器であると同時に、向き合わなければならない宿命のようなものであると論じている。そしてこの楽曲「一世風靡」は、バーチャルシンガーを代表する2人がその至上命題に答えるものであると評している。ミュージックビデオでは、最後のサビ前の間奏で2人が互いの顔をした仮面を装着した姿で登場し、ゆっくりと仮面を取り本来の姿を現すが、これはバーチャルのアバター自体は、仮面のように代替可能なものであり、バーチャルシンガーにとってアバターとは仮面そのものであることを示唆していると論じている。しかしそのようなバーチャルな存在だからこそ、むしろリアルアーティスト以上に、現実に囚われず虚構の力を借りて、「想い」という形のないものを、歌を通して届けられるというメッセージ性を示していると評価している。